# 酒石酸钠铵
酒石酸钠铵是一种有机酸盐，化学式为Na(NH4)[O2CCH(OH)CH(OH)CO2]。它可由酒石酸钠和酒石酸铵在溶液中混合结晶得到。它在冷却至109 K（−164 °C）时会由非极性正交相转变为极性的单斜相。它的四水合物是已知的。